# Гофская овсянка-роветтия
Гофская овсянка-роветтия (лат. Rowettia goughensis) — певчая птица из семейства овсянковых, обитающая на острове Гоф в Атлантическом океане. Единственный представитель рода Rowettia.

## Описание
У этих овсянок в течение жизни значительно меняется внешний вид. В течение первых двух лет у них бежево-коричневое оперение с крупными чёрно-коричневыми полосами. Позже их окраска становится однотонной, оливково-зелёного цвета. 

## Распространение
Эндемик острова Гоф. Предпочитает держаться у побережья, в частности, в области приливов и отливов, собирая прибиваемых к берегу насекомых. Наземные насекомые, ягоды и семена дополняют рацион питания.

## Размножение
Птицы гнездятся на земле. В кладке только 2 яйца. 

## Угрозы
Главные враги — это чайки и завезённые мыши.